# Oui-Oui
Pour les articles homonymes, voir Oui-Oui (homonymie).
Oui-Oui (en anglais : Noddy) est un personnage fictif de livres pour enfants et de dessins animés pour enfants créé par Enid Blyton en 1949 avec l'aide de l'illustrateur néerlandais Harmsen van der Beek.
En France, Oui-Oui paraît pour la première fois en 1962 dans la collection « Bibliothèque rose » chez Hachette, avec des illustrations de Jeanne Hives.
En version originale anglaise, le personnage s'appelle Noddy, nom inspiré de l'expression « To nod the head » signifiant « hocher la tête ». Certains pays ont repris le nom de Noddy comme en Italie, au Portugal, en Pologne et en Hongrie. D'autres ont, comme en France, trouvé des équivalents : Zvonko en Croatie, Nicke en Suède ou Lelumaan Niksu en Finlande.

## Caractéristiques
Oui-Oui est le prénom d'un pantin de bois, à la tête articulée par un ressort qui se balance d'avant en arrière, comme pour dire oui. Il porte toujours un bonnet bleu surmonté d'un grelot qui sonne quand sa tête bouge et un éternel foulard jaune à pois rouges. Il vit au pays des jouets, Miniville, dans lequel il a sa « maison-pour-lui-tout-seul ». Bien qu'étant un enfant, Oui-Oui est le chauffeur de taxi et livreur de la ville et transporte ses amis dans sa voiture, dotée elle aussi d'une personnalité (elle ne parle pas, mais prend des initiatives et s'exprime à coups d'avertisseur sonore).

## Livres

Logo de la franchise.

Les premières histoires de Oui-Oui présentent des golliwogs, poupées à l'effigie de noirs africains. Ces poupées étaient très prisées au Royaume-Uni, à l'époque où ces histoires étaient rédigées, mais elles ont été par la suite critiquées et perçues comme un stéréotype racial. Les deux principaux antagonistes étaient des gobelins nommés Sly et Gobbo en 1989.
En novembre 2008, Sophie Smallwood, petite-fille d'Enid Blyton, publie une aventure inédite de Oui-Oui en version anglaise.

## Séries d'animation
Les histoires de Oui-Oui et son taxi ont été adaptées en deux séries d'animation, par animation image par image (plus précisément : en stop motion) produite entre 1992 et 2000, puis en images de synthèse. En France, dans toutes ces réalisations, trois comédiens interprètent l'ensemble des personnages : Brigitte Lecordier prête sa voix à Oui-Oui, Évelyne Grandjean aux voix additionnelles féminines, et Patrick Préjean aux voix additionnelles masculines.
Oui-Oui est une série d'animation ciblant un très jeune public âgé entre 2 et 3 ans. Il existe deux séries différentes, dont la plus vieille, créée en 1986, et une beaucoup plus récente, diffusée à partir du 31 mars 2003 sur France 5 dans l'émission Midi les Zouzous et sur TiJi et Canal J, rediffusée dans Zouzous depuis le 25 juin 2011, à l'occasion des soixante années d'existence du personnage[réf. nécessaire]. Elle est diffusée depuis le 6 juillet 2015 sur France 4, dans Zouzous.
La version produite en 1975 a été diffusée au Québec à partir du 18 septembre 1977 à la Télévision de Radio-Canada.
La version produite en 1992 a été diffusée au Québec à partir du 8 septembre 1994 sur Canal Famille, et en France à partir du	10 septembre 1994 sur France 3 dans Bonjour Babar.
Depuis mars 2016, une nouvelle version de la série animée 3D intitulée Oui-Oui : Enquêtes au Pays des jouets est proposée le samedi matin dans Zouzous sur France 5,. Cette série écrite par Diane Morel et produite par France Télévisions, Gaumont et DreamWorks Animation propose une refonte totale des personnages.

## Personnages

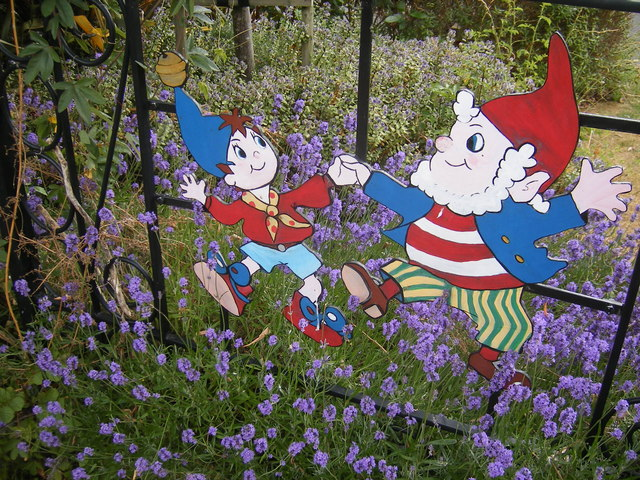
Oui-Oui et Potiron dessinés en pancarte.

Représentation de Oui-Oui à bord de sa voiture, aux côtés de Mirou, dans un aéroport

- Oui-Oui : est un pantin de bois, à la tête articulée par un ressort qui se balance d'avant en arrière, comme pour dire oui. Il porte toujours un bonnet bleu surmonté d'un grelot qui sonne quand sa tête bouge et un éternel foulard jaune à pois rouges.
- Marie/Mirou : est l'oursonne en peluche amie de Oui-Oui. Elle porte toujours un chapeau rose avec des fleurs bleues et une jupe rose à pois blanc.
- Nestor Bouboule : est un ourson en peluche ami de Oui-Oui. Il porte toujours une casquette, un pantalon et des chaussures rouges.
- Zim : est le chien de Oui-Oui et Mirou. Il porte toujours un collier de chien bleu foncé.
- Potiron : est le nain savant et meilleur ami de Oui-Oui. Il porte toujours un bonnet rouge, un gilet bleu, un pantalon jaune à rayures noires.
- Mélissa : est une poupée à la peau noire. C'est la vendeuse. Elle porte un t-shirt orange et une salopette bleue.
- Mlle Ouistiti : est une guenon en peluche qui adore faire des farces.
- Mlle Chatounette : est une chatte rose fuchsia en peluche au mauvais caractère. Elle est la marchande de glace de la ville.
- M. Culbuto : est un gourmand qui bégaye.
- M. Jumbo : est l'éléphant.
- M. Souriceau : est la souris.
- M. La Pompe : est le garagiste.
- M. Le Clown
- M. Le Gendarme : est le policier qui fait régner l'ordre dans Miniville. Il porte un uniforme bleu foncé et un casque bombé.
- Sournois et Finaud : sont les vilains lutins. Sournois porte toujours un bonnet orange, un costume jaune avec des taches vertes et des chaussures pointues. Finaud, lui, porte toujours un bonnet rouge, un haut jaune et noir, une veste verte, un pantalon violet et des chaussures pointues.
- Mathurin est un marin qui est basé au port
- M. et Mme Paille sont fermiers
- Topinambour : est le frère de Potiron. Il s'en différencie par de petites oreilles et une longue barbe.

## Distribution
- Brigitte Lecordier : Oui-Oui, un enfant quille
- Évelyne Grandjean : Mirou, Mélissa, Mlle Ouistiti, Mlle Chatounette, Mme la Quille
- Patrick Préjean : le narrateur, Potiron, M. La Pompe, M. Jumbo, M. Culbuto, Nestor Bouboule, M. le gendarme, Sournois et Finaud
- Amélie Morin : interprète du générique de Oui-Oui au pays des jouets

## Liste des épisodes (séries d'animation)

### Les Aventures de Oui-Oui(The Adventures of Noddy, 1955-1963)
(mars 2023).
Si vous disposez d'ouvrages ou d'articles de référence ou si vous connaissez des sites web de qualité traitant du thème abordé ici, merci de compléter l'article en donnant les références utiles à sa vérifiabilité et en les liant à la section « Notes et références ».
1. Hello Little Noddy
2. How Noddy Came to Toyland
3. Noddy's New Car
4. Noddy's Taxi
5. Noddy Does Some Gardening
6. Noddy Goes Shopping
7. Big Ears' Smokey Chimney
8. Noddy's Burglar
9. Big Ears Leaves Home
10. The Invisible Paint
11. Noddy's Unlucky Day
12. Big-Ears and the Magic Spell
13. The Magic Bicycle
14. A Present for Noddy
15. The Runaway Train
16. The Birthday Flowers
17. A Boxful of Noddy
18. The Lost Cucumber
19. The Big Balloon
20. Buried Treasure
21. The Enchanted Roller Skates
22. Noddy and the Moon
23. The House that Wasn't There
24. The Three P's
25. A Kennel for Bumpy
26. The Missing Money Box
27. A Snowy Day
28. Cuckoo's Nest
29. The Snow Goblin
30. Sticky Business
31. Flying Bed
32. Mr PIod's Secret
33. Bicycle Bother
34. The Big Bang
35. More Invisible Paint
36. Noddy's Radio
37. Noddy Longlegs
38. Sports Day
39. Noddy's Dream
40. Big Ears Learns to Drive
41. The Moon Rocket
42. Noddy Goes to School
43. A Visit to Kitchen Village
44. Noddy's Big Mistake
45. Noddy's Camera
46. Noddy Spring Cleans
47. A Box of Spells
48. Noddy Runs Away
49. Chemistry Set
50. One Lucky Day
51. The Kangaroo
52. The Dark Wood
53. Fly Away Cake

### Les Nouvelles Aventures de Oui-Oui(The Further Adventures of Noddy, 1963-1975)
(mars 2023).
Si vous disposez d'ouvrages ou d'articles de référence ou si vous connaissez des sites web de qualité traitant du thème abordé ici, merci de compléter l'article en donnant les références utiles à sa vérifiabilité et en les liant à la section « Notes et références ».

### Oui-Oui(Noddy, 1975-1982)

#### Saison 1 (1975)
1. Noddy Goes to Toyland
2. Hurrah for Noddy
3. Noddy and His Car
4. Noddy Goes to School
5. Noddy and the Bumpy Dog
6. Well Done, Noddy
7. Noddy at the Seaside
8. Noddy Gets into Trouble
9. Noddy and the Magic Rubber
10. Noddy and Tessie Bear
11. Noddy Be Brave

#### Saison 2 (1976)
1. You're a Good Friend, Noddy
2. Here Comes Noddy Again
3. You Funny Little Noddy
4. Look Out, Noddy
5. Noddy Goes to Sea
6. Noddy and the Bunkey
7. Cheer Up, Little Noddy
8. Noddy Goes to the Fair
9. Mr. Plod and Noddy
10. Noddy and the Clockwork Clown
11. Noddy and the Tottles
12. Noddy and the Aeroplane
13. Noddy Builds a House
14. Noddy Meets Father Christmas

### Oui-Oui du Pays des jouets(Noddy's Toyland Adventures, 1992-1999)
(mars 2023).
Si vous disposez d'ouvrages ou d'articles de référence ou si vous connaissez des sites web de qualité traitant du thème abordé ici, merci de compléter l'article en donnant les références utiles à sa vérifiabilité et en les liant à la section « Notes et références ».
Série d'animation en stop-motion produite par Cosgrove Hall Films, composée de 52 épisodes de 10 minutes et d'un épisode spécial de Noël de 30 minutes.

#### Saison 1 (1992)
1. Oui-Oui perd six sous (Noddy Loses Sixpence)
2. Oui-Oui et les Lutins (Noddy and the Goblins)
3. Oui-Oui et la Gomme magique (Noddy and the Naughty Tail)
4. Oui-Oui déteste la pluie (Noddy and the Pouring Rain)
5. Oui-Oui et Madame Ouistiti (Noddy and Martha Monkey)
6. Oui-Oui perd son cerf-volant (Noddy and the Kite)
7. Oui-Oui et son nouvel ami (Noddy's New Friend)
8. Oui-Oui et son chapeau (Noddy and His Bell)
9. Oui-Oui laitier (Noddy and the Milkman)
10. Un nouveau métier pour Oui-Oui (Noddy Gets a New Job)
11. Oui-Oui a cassé sa bicyclette (Noddy and the Broken Bicycle)
12. Oui-Oui et la Drôle de clef (Noddy and the Special Key)
13. Oui-Oui va au marché (Noddy Delivers Some Parcels)

#### Saison 2 (1993)
1. Oui-Oui et la Valse des bonnets (Noddy and the Missing Hats)
2. Oui-Oui et la Corde à tout faire (Noddy and the Useful Rope)
3. Oui-Oui et le Grelot vagabond (Noddy Loses His Bell)
4. Oui-Oui console Potiron (Noddy Cheers Up Big Ears)
5. Oui-Oui fait les courses (Noddy Goes Shopping)
6. Oui-Oui et le Parapluie (Noddy Borrows an Umbrella)
7. Oui-Oui à la ferme (Noddy Meets Some Silly Hens)
8. Oui-Oui rend service (Noddy Lends a Hand)
9. Oui-Oui et la Queue de fourrure (Noddy Finds a Furry Tail)
10. Oui-Oui et le Piège à voleurs (Noddy Sets a Trap)
11. Oui-Oui et la Nuit magique (Noddy and the Magic Night)
12. Oui-Oui et l'Ourson mal léché (Noddy to the Rescue)
13. Oui-Oui et la Journée de folie (Noddy Has a Bad Day)

#### Saison 3 (1994)
1. Oui-Oui et le Concours de pêche (Noddy and the Fishing Rod)
2. Oui-Oui et les Girafes en colère (Noddy and the Warm Scarf)
3. Oui-Oui et le Concours sportif (Noddy the Champion)
4. Oui-Oui et l'Arbre magique (Noddy and the Golden Tree)
5. Oui-Oui et la Voiture en révolte (Noddy and His Unhappy Car)
6. Oui-Oui et l'Après-midi de repos (Noddy Has an Afternoon Off)
7. Oui-Oui et la Poudre magique (Noddy the Magician)
8. Oui-Oui gâte ses amis (Noddy and His Money)
9. Oui-Oui emprunte un pantalon (Noddy Borrows Some Trousers)
10. Oui-Oui et le Réveil-matin (Noddy and His Alarm Clock)
11. Oui-Oui s’achète un parasol (Noddy Buys a Parasol)
12. Oui-Oui et le Concours de gâteaux (Noddy Tastes Some Cakes)
13. Oui-Oui et le Concours de danse (Noddy the Dancer)

#### Saison 4 (2000)
1. Oui-Oui et la Montre magique (Noddy and the Magic Watch)
2. Oui-Oui et les Voleurs (Noddy and the Goblins)
3. Oui-Oui et la Carte au trésor (Noddy and the Treasure Map)
4. Oui-Oui et le Buisson chantant (Noddy and the Singing Bush)
5. Oui-Oui sous l'orage (Noddy Gets Caught in a Storm)
6. Oui-Oui et le Tambour en folie (Noddy and the Noisy Drum)
7. Titre français inconnu (Noddy Tidies Toyland)
8. Oui-Oui et la Balle magique (Noddy and the Bouncing Ball)
9. Titre français inconnu (Noddy is Far Too Busy)
10. Oui-Oui raconte un mensonge (Noddy Tells a Story)
11. Titre français inconnu (Noddy and the Artists)
12. Oui-Oui et la Fête de boîtes de conserves (Noddy the Nurse)
13. Oui-Oui donne une leçon de conduite (Noddy and the Driving Lesson)

#### Spécial (1994)
1. Oui-Oui et le Père Noël (Noddy and Father Christmas) - 30 min.

### Oui-Oui(Noddy, 1998-2000)
(mars 2023).
Si vous disposez d'ouvrages ou d'articles de référence ou si vous connaissez des sites web de qualité traitant du thème abordé ici, merci de compléter l'article en donnant les références utiles à sa vérifiabilité et en les liant à la section « Notes et références ».
1. The Magic Key
2. Monkey Business
3. Mixed up Magic
4. Lost and Found
5. Twinkle, Twinkle Little Goblins
6. The Tooth Fairy
7. Stop, Listen and Learn
8. Making up is Easy to Do
9. If at First You Don't Succeed...
10. The Birthday Party
11. Telling Tails
12. It's About Time
13. A Promise is a Promise
14. To the Rescue
15. Chills and Spills
16. The Big Race
17. A Dog's Best Friend
18. Hooray for the Kids
19. The Mystery Box
20. We All Say Boo!
21. Trying Something New
22. The Fish Story
23. The Big Fight
24. Following Directions
25. Mixed Up Masks
26. Truman, Come Home
27. Something's Lost, Something's Found
28. The Magic Show
29. The Big Mess
30. Recipe for Learning
31. Recycle and Reuse It
32. Telling the Whole Truth
33. Secret Valentines
34. Sing Yourself to Sleep
35. Treasure Hunt
36. Jack Frost is Coming to Town
37. The Trouble with Truman
38. Let's Go Fly a Kite
39. Think Big
40. Noah's Leaving
41. Anything Can Happen At Christmas
42. Little Swap of Horrors
43. Dance to Your Own Music
44. Ask Permission
45. Take a Stand
46. The Sandman Cometh
47. Noah's Treasure
48. Be True to Who you Are
49. All Play and No Work
50. April Fool
51. Lights, Camera, Chaos
52. How Rude
53. Part of the Family
54. Big Bullies
55. Paying Attention to Kate
56. Skunked
57. Thunder and Lightning
58. Going Bananas
59. Slugger
60. Find your Own Song
61. The Big Showdown
62. Growing Lies
63. The Human Touch
64. Be Patient
65. Kate Loves a Parade
66. Closing up Shop

### Oui-Oui(Make Way for Noddy, 2002-2007)
(mars 2023).
Si vous disposez d'ouvrages ou d'articles de référence ou si vous connaissez des sites web de qualité traitant du thème abordé ici, merci de compléter l'article en donnant les références utiles à sa vérifiabilité et en les liant à la section « Notes et références ».
Série d'animation en images générées par ordinateur produite par Chorion, composée de 100 épisodes de 12 min et de 3 épisodes spéciaux de 26 min.

### Saison 1 (2002)
1. Beaucoup de Oui-Oui, c'est trop (Too Many Noddies)
2. Oui-Oui et l'autre taxi (Noddy and the New Taxi)
3. Oui-Oui et la Cornemuse enchantée
4. L'Invitée de Oui-Oui
5. Le Cadeau idéal de Oui-Oui
6. Jour de chance pour Oui-Oui
7. Policier d'un jour
8. Rebondissements inattendus (Bounce Alert in Toyland)
9. On va bien rire (titre original: "Tickled Pink")
10. Un poulet de compagnie
11. Oui-Oui fait les courses (Noddy Goes Shopping)
12. Oui-Oui est dans le vent
13. L'Équipier de la victoire
14. La Peur du monstre (Noddy and the Bumper Monsterà
15. Un tour de danse
16. Le Vélo de Potiron (A Bike for Big Ears)
17. La Voix du gendarme
18. Nestor à tort et à travers
19. N'aie pas peur, Oui-Oui (titre original: Don't be Scared Noddy)
20. Le chronomètre enchanté
21. L'Horloge en panne (Mr. Sparks and the Broken Clock)
22. Oui-Oui déménage
23. Un voleur de fleurs (The Flower Thief)
24. Oui-Oui et la Carte au trésor
25. Comme un coq en cage
26. Les couleurs font grise mine
27. La voiture se fâche (Noddy's Car Trouble)
28. Une journée avec Zim
29. La Tour de contrôle infernale
30. La Malle maléfique
31. Une petite quille pas comme les autres
32. La Lune des framboiseilles
33. Un réveil difficile
34. Une élégante à la campagne
35. À vos souhaits, M. Jumbo (titre original: "The Big Sneeze")
36. La Gomme enchantée
37. Jour de sortie pour Mélissa
38. Une étoile est tombée
39. Une cliente difficile
40. Des vêtements turbulents
41. Mélissa, chef des pompiers
42. Le Jour de la bonne action
43. Le Meilleur Conducteur (titre original: "Noddy' The Best in The World")
44. Les lutins font des cadeaux
45. Le Trésor de l'arc en ciel
46. Les lutins le prennent de haut
47. Oui-Oui et le Tourneson magique
48. Un minuscule grand policier
49. Oui-Oui et la Fleur géante
50. Les lutins changent de peau

### Saison 2 (2003)
1. Une balle disparaît
2. À la poursuite du train (titre original: "The Great Train Chase")
3. Une surprise pour Mirou (A Surprise for Tessie Bear)
4. Le Rêve de Souriceau (Clockwork Mouse's Wish)
5. Nestor aime trop le chocolat
6. Drôle de temps
7. Ne m'oublie pas
8. Un tournoi cycliste
9. L'Impossible Horizontale
10. Le taxi perd sa voix (Noddy's Car Loses his Voice)
11. Oui-Oui de l'autre côté du miroir
12. Le gendarme est en prison (Mr. Plod in Jail)
13. Lutins volent (Goblins Above)
14. Oui-Oui veille au grain
15. Nestor, vilain lutin (Master Tubby Goblin)
16. Sois naturel, Oui-Oui
17. Des accidents inexplicables
18. N'abandonne jamais, Oui-Oui
19. Oui-Oui et les Assiettes cassées (Noddy and the Broken Dishes)
20. Oui-Oui peintre
21. Aux petits soins pour Oui-Oui
22. La Fusée de Oui-Oui
23. Monsieur le gendarme se surpasse
24. Une nuit sans sommeil
25. Le Potiron du jour (Big Ears for a Day)
26. Le Grelot perdu (Noddy Loses his Bell)
27. Ton cœur contre un ballon
28. Le Gros Mensonge
29. Une vraie famille
30. Le Jeu de l'oreille maligne
31. Oui-Oui et le Colis mystérieux
32. SOS étagère (titre original: "Shelf Help")
33. Changement de programme
34. Oui-Oui et le Médicament
35. Drôles de photos (Noddy and the Funny Pictures)
36. Oui-Oui se perd
37. Le Jeu des surnoms
38. Oui-Oui rend service
39. Oui-Oui et la Clef perdue
40. Oui-Oui trouve des sous
41. Une journée difficile
42. Oui-Oui répare lui-même
43. Zim n'est pas sage
44. La Grande Parade (The Toytown Parade)
45. Le Château de cartes (Noddy's House of Cards)
46. Le Gâteau fatal (Martha Monkey's Banana Pie)
47. Oui-Oui déjoue les quilles
48. Un duo bien équilibré'
49. L'Affaire des gâteaux volés
50. Quand ça sonne vrai

Voix : Brigitte Lecordier : Oui-Oui, Patrick Préjean : narration et les voix masculines, Evelyne Grandjean : Voix féminine

#### Spéciaux
1. Oui-Oui sauve Noël (Noddy Saves Christmas, 2004)
2. Oui-Oui et l'île de l'aventure (Noddy and the Island Adventure, 2005)
3. Oui-Oui et la lune magique (Noddy and the Magical Moondust, 2006)

### J'apprends l'anglais avec Oui-Oui(Say It With Noddy, 2005)
(mars 2023).
Si vous disposez d'ouvrages ou d'articles de référence ou si vous connaissez des sites web de qualité traitant du thème abordé ici, merci de compléter l'article en donnant les références utiles à sa vérifiabilité et en les liant à la section « Notes et références ».
Série d'animation en CGI produite par Chorion, composée de 124 épisodes de 3 min.
1. Spanish 1: Party
2. Spanish 2: Paint
3. Spanish 3: Good Job
4. Spanish 4: Delicious
5. French 1: Wake Up
6. French 2: Thank You
7. French 3: Clap
8. French 4: Right/Left
9. French 5: Pick It Up
10. Swahili 1: Where are you?
11. Swahili 2: Sit Down
12. Swahili 3: That Tickles
13. Swahili 4: Bell
14. Russian 1: Goodnight
15. Russian 2: Dance
16. Russian 3: Found It
17. Russian 4: It's Dark
18. Mandarin 1: Shoe
19. Mandarin 2: It's Windy
20. Mandarin 3: I'm Sorry
21. Mandarin 4: Jump
22. Spanish 5: No Thank You
23. Spanish 6: Train
24. Spanish 7: It's Raining
25. Spanish 8: Listen
26. Spanish 9: Bicycle
27. French 6: See You Later
28. French 7: Please
29. French 8: Hurry
30. Swahili 5: Circle
31. Swahili 6: Follow Me
32. Swahili 7: Congratulations
33. Swahili 8: Policeman
34. Russian 5: Balloon
35. Russian 6: Milk
36. Russian 7: Inside/Outside
37. Russian 8: I'm Thirsty
38. Mandarin 5: Book
39. Mandarin 6: Run
40. Mandarin 7: Be Nice
41. Mandarin 8: Little/Big
42. Spanish 10: My Friend
43. Spanish 11: Hold Hands
44. Spanish 12: Quiet
45. French 9: Kick the Ball
46. French 10: Good Morning
47. French 11: Go to Sleep
48. French 12: Yes/No
49. Swahili 9: Clock
50. Swahili 10: Cow
51. Swahili 11: Eyes
52. Swahili 12: Noisy
53. Russian 9: Green
54. Russian 10: Car
55. Russian 11: Flower
56. Russian 12: Duck
57. Mandarin 9: Catch
58. Mandarin 10: Share
59. Mandarin 11: It's Broken
60. Mandarin 12: Airplane
61. Spanish 13: Look
62. Spanish 14: Faster/Slower
63. Spanish 15: Square
64. Spanish 16: Truck
65. French 13: Smile
66. French 14: Go/Stop
67. French 15: Let's Play
68. French 16: Apple
69. Swahili 13: Hammer
70. Swahili 14: I don't know
71. Swahili 15: Tissue
72. Swahili 16: Walk
73. Swahili 17: Kite
74. Swahili 18: Water
75. Swahili 19: Hot
76. Swahili 20: Horse
77. Russian 13: Blue
78. Russian 14: Chair
79. Russian 15: Whisper
80. Russian 16: Shadow
81. Russian 17: Mirror
82. Russian 18: Window
83. Russian 19: Shirt
84. Russian 20: Present
85. Mandarin 13: Little/Big
86. Mandarin 14: Dog
87. Mandarin 15: It's Pretty
88. Mandarin 16: Pull
89. Mandarin 17: Chicken
90. Mandarin 18: Open the Door
91. Mandarin 19: Ice Cream
92. Mandarin 20: Hello/Goodbye
93. Spanish 17: Wait
94. Spanish 18:
95. Spanish 19:
96. Spanish 20:
97. Spanish 21:
98. Spanish 22:
99. Spanish 23:
100. Spanish 24:
101. French 17: Party
102. French 18: Pull
103. French 19: Tissue
104. French 20: Shirt
105. French 21: Inside/Outside
106. French 22 : I don't know
107. French 23: Chair
108. French 24: Whisper
109. French 25: Policeman
110. French 26: Cow
111. French 27: Milk
112. French 28: Bell
113. French 29: Present
114. French 30: It's broken
115. French 31: Airplane
116. French 32: Shadow
117. French 33: Water
118. French 34: Mirror
119. French 35: Oui-Oui fait du bruit : Noisy
120. French 36: Oui-Oui fait la circulation : Walk
121. French 37: Hello/Goodbye
122. French 38: One, Two, Three
123. French 39: Hammer
124. French 40: Ice Cream

### Oui-Oui au Pays des jouets(Noddy in Toyland, 2009)
(mars 2023).
Si vous disposez d'ouvrages ou d'articles de référence ou si vous connaissez des sites web de qualité traitant du thème abordé ici, merci de compléter l'article en donnant les références utiles à sa vérifiabilité et en les liant à la section « Notes et références ».
Série d'animation en CGI produite par Chorion, composée de 52 épisodes de 11 min.
1. Le Pinceau magique (Noddy and The Magic Paintbrush)
2. La Gelée géante (Noddy and The Giant Jelly)
3. Mirou photographe (Tessie's Photo Fun)
4. Un ami qui rebondit (Bouncy Ball Comes to Play)
5. Whiz joue à cache-cache (Hide and Seek Whiz)
6. Monsieur le gendarme a perdu son rire (Mr Plod Loses His Laugh)
7. Zim et la Télécommande (Bumpy and The Remote Control)
8. La Grande Fête des dominos (Domino Town)
9. La Fête aux framboiseilles (Googleberry Pie Day)
10. Un pique-nique en musique (Tessie's Singalong Picnic)
11. Monsieur Culbuto est dans la mélasse (Noddy's Sticky Day)
12. Une surprise pour M. le gendarme (Mr Plod's Picnic Surprise)
13. Reviens Lindy ! (Come Back Lindy)
14. Bon anniversaire Mirou (Happy Birthday Tessie)
15. Le Cirque de Oui-Oui (Noddy's Circus)
16. Zim est invisible (Invisible Bumpy)
17. Oui-Oui et la Grande Parade (Noddy and The Grand Parade)
18. Le Jour du grand rangement (The Fastest Trousers)
19. Oui-Oui sauve la disco-fête (Noddy Saves The Roller Disco)
20. Sournois passe un examen (A Test For Gobbo)
21. Les lutins sont invisibles (Noddy and The Invisible Goblins)
22. On a volé l'arc-en-ciel (Noddy and The Rainbow Robber)
23. L'Arrosoir magique (Tessie's Garden Grows and Grows)
24. À vous de jouer les lutins (The Goblins Come to Play)
25. Oui-Oui et les Pirates (Yo Ho Noddy)
26. Le Ballet aquatique (High Tide)
27. Oui-Oui et le Coucou (Noddy and The Cuckoo)
28. Un anniversaire pour Whiz (A Birthday For Whiz)
29. La Fauvette enchantée (Mr Plod and The Enchanted Warbler)
30. Le Grand Sauvetage (Noddy's Great Save)
31. Oui-Oui et la Fête de la danse (Noddy and The Big Dance)
32. La Visite de Rose (Woosh Comes to Stay)
33. Double trouble (Twinkle Twinkle Little Goblins)
34. Mirou et les Abeilles (Tessie and The Honey Bees)
35. Les pirates s'amusent (Playtime Pirates)
36. Le Train Rapide de Miniville (The Goblin Express)
37. La Nouvelle Maison de Souriceau (Noddy's Big Build)
38. Le Défilé de mode (The Paper Dolls' Fashion Show)
39. Oui-Oui et le Gobeur de sons (Noddy and The Sound Sucker)
40. Oui-Oui sauve le phare (Noddy and The Lighthouse)
41. Une journée bien remplie (Noddy Gets Busy)
42. Oui-Oui et le Puzzle mystérieux (Noddy and The Jigsaw)
43. Mirou et les Gâteaux magiques (Tessie and The Fairy Cakes)
44. Whiz déjoue les lutins (Whiz and the Goblins)
45. Un cadeau pour madame Laquille (Mother's Day For Mrs Skittle)
46. Va chercher Zim ! (Fetch Bumpy Fetch)
47. L'élève dépasse le maître (The Other Jelly Genius)
48. Les Quillons et le Boomerang (The Skittles and The Boomerang)
49. Monsieur Culbuto garde les Quillons (A Babysitter for the Skittles)
50. Oui-Oui sauve Caracole (Dapple and the Dolls)
51. Un de perdu, dix de retrouvés (Noddy and the Lost Teeth)
52. De la neige en été (Frozen Fun)

### Oui-Oui: Enquêtes au Pays des jouets(Noddy, Toyland Detective, 2016-2020)
Série d'animation en CGI produite par DreamWorks Animation Television et Gaumont Animation, composée de 52 épisodes de 12 min.

### Sorties DVD
(mars 2023).
Si vous disposez d'ouvrages ou d'articles de référence ou si vous connaissez des sites web de qualité traitant du thème abordé ici, merci de compléter l'article en donnant les références utiles à sa vérifiabilité et en les liant à la section « Notes et références ».
La série Oui-Oui (2002-2008) est sortie en DVD (15 vol.) :
- La Grande Parade des jouets (7 épisodes)
- Oui-Oui et la Fleur géante (7 épisodes)
- Oui-Oui et la Fusée magique (7 épisodes)
- Oui-Oui et la Gomme enchantée (7 épisodes)
- Oui-Oui et le Colis mystérieux (7 épisodes)
- Oui-Oui et l'Étoile filante (7 épisodes)
- Oui-Oui et le Grelot enchanté (7 épisodes)
- Oui-Oui et le Trésor de l'arc-en-ciel (7 épisodes)
- Oui-Oui peintre (7 épisodes)
- Oui-Oui sauve Noël (4 épisodes)
- Oui-Oui et la Carte au trésor (7 épisodes)
- Oui-Oui et l'Île de l'aventure (4 épisodes)
- Oui-Oui et la Lune magique (4 épisodes)
- Oui-Oui et les Cadeaux des lutins (7 épisodes)
- N'abandonne jamais, Oui-oui ! (7 épisodes)

## Jeux vidéo
Oui-Oui est également adapté en jeux vidéo éducatifs. En France, Oui-Oui : L'Aventure magique paraît en 2000, édité par BBC sur PlayStation 1. Le 25 novembre 2005 paraît Oui-Oui : Une journée au Pays des jouets, un jeu-vidéo édité par The Game Factory pour Gameboy Advance. Le même jour, un jeu intitulé Oui-Oui et l'Horloge magique sort sur Mac et PC,. Également adapté sur PC, En taxi avec Oui-Oui sort le 15 novembre 2007,. Oui-Oui et le Livre magique, un jeu vidéo édité par The Game Factory et développé par Neko Entertainment, paraît le 20 octobre 2006 sur console PlayStation 2. Plus tard, l'éditeur Emme fait paraître le jeu vidéo Oui-Oui au Pays des jouets, le 5 novembre 2010 sur Nintendo DS.

## Parodies
- Les Guignols de l'info ont utilisé l'univers de Oui-Oui pour parodier le socialiste Lionel Jospin, alors Premier ministre.
- La série d'animation Les Kassos parodie le personnage de Oui-Oui, l'appelant « Ouais-Ouais » et le dépeignant en fan de tuning désagréable et irresponsable avec un fort accent, accompagné de sa femme — avec un accent elle aussi — et leur bébé.
- Oui-Oui et la Voiture jaune est un des titres de l'album Houlala 2 : La Mission du groupe Ludwig von 88.